# Ritten Sport
Ritten Sport (również Sportverein Ritten-Renon) – włoski klub hokejowy z siedzibą w Ritten.

## Historia
Zespół został założony w 1984 roku jako SV Renon (Sportverein Ritten) z połączenia trzech lokalnych zespołów: Sport Club Renon (Ritten SC), HC Unterinn oraz WSV Rittnerhorn. swój pierwszy sukces odniósł w 1999 roku zwyciężając w rozgrywkach Serie B. Obecna nazwę posiada od 2004 roku. Największe sukcesy drużyna osiągnęła w XXI wieku. W sezonie 2001/2002 trenerem drużyny był Czech Miroslav Fryčer.
Do pierwszego finału mistrzostw Włoch awansowali w sezonie 2005/2006, kiedy to przegrali w finale z zespołem HC Milano Vipers. Od tej pory regularnie występuje w finałowych spotkaniach mistrzostw, czy pucharu Włoch. Pierwszym trofeum tego zespołu był superpuchar w roku 2009 zwyciężając zespół HC Bolzano. Pierwszy tytuł mistrza Włoch osiągnęli w 2014 roku w piątym w historii klubu finale tych rozgrywek.
Zespół dwukrotnie uczestniczył w rozgrywkach europejskich pucharów. W sezonie 2014/2015 oraz 2016/2017 grając w Pucharze Kontynentalnym. W sezonie 2016/2017 będąc gospodarzem turnieju finałowego, zajęli czwarte miejsce w tych rozgrywkach.

## Sukcesy
- Złoty medal mistrzostw Włoch: 2014, 2016, 2017, 2018, 2019
- Puchar Włoch: 2010, 2014, 2016
- Superpuchar Włoch: 2009, 2010, 2017, 2018, 2019
- Złoty medal Alps Hockey League: 2017
- Srebrny medal Alps Hockey League: 2018